# Audacity
Audacity（オーダシティ）はデジタル・オーディオ・エディタ。Windows、macOS、Linuxなどのオペレーティングシステム (OS) で動作する。Audacityは自由ソフトウェアであり、ソースコードはGNU General Public License バージョン2 (GPLv2) でリリースされている。グラフィカルユーザインターフェース (GUI) はwxWidgetsライブラリを用いて作成されている。SourceForge.netの2007年度マルチメディア部門最優秀プロジェクト賞を、コミュニティの投票によって受賞した。

## 特徴
Audacityには次のような特徴がある:
- WAV・FLAC・Ogg Vorbis・MP3（外部MP3エンコーダのLAMEを利用）といったファイルフォーマットのインポート・エクスポート
- 音声の録音・再生 - コンピュータにマイクを繋いでのアナログ録音も可能
- カット・コピー・ペーストによる直感的な編集 - アンドゥ（操作の取り消し）の回数は無制限
- マルチトラックのミキシング
- デジタルエフェクト - プリセットエフェクトのほかに汎用性の高いVSTプラグイン、およびNyquistプラグインが利用可能
- 振幅エンベロープの編集
- ノイズ除去フィルタリング機能
- 高速フーリエ変換を利用したスペクトラム分析
- 最大チャネル数 16、最大サンプリングレート 192 kHz、最大サンプルフォーマット 32 bit浮動小数点
- 多言語対応 - 日本語も Nihongo として選べる（ただし、ヘルプは英語）

など

### エクスポート
一度取り込んだ音声データは専用フォーマットの「Audacityプロジェクト (.aup)」フォーマットで保存できる。このフォーマットで保存すると編集履歴が保たれる。WAV、AIFF、MP3、Ogg Vorbis、AIFF、FLAC などへのエクスポートが可能。FFmpegの機能を用いてM4A, WMA, Opusなどにも書き出し可能である。AU, CAF, VOCなどの非圧縮フォーマットへのエクスポートも広く対応している。

### エラーについて
旧バージョンで日本語名のファイルや、文字化けしたファイルをインポートし（アーティスト名などのタグも含む）、aup形式で保存した場合、not-well-formed（3行目）エラーがでる。これは、XMLに由来するものであり、回避方法は、aupファイルをメモ帳等で開き、3行目の文字化け部分をカットすることで直る。
なお、この問題はWin版のバージョン2.3.3現在は確認されていない。

### 買収について
2021年5月3日に大手作譜フリーウェアであるMuseScoreの発表元であるMuse Groupに買収されるという発表があった。また、この買収によって何かが変わるというわけではなく基本的に買収前と変わらない。MuseGroopは将来的にMuseScoreとAudacityの連携をできるようにするアップデートと非破壊のVSTエフェクトの実装を計画している。